# Hitachi SR2201
Hitachi SR2201 - суперкомпьютер с параллельной архитектурой и разделенной памятью, созданный компанией Hitachi в марте 1996 года в Японии. SR2201 - второе поколение распределённых параллельных систем компании Hitachi и развитие предыдущей системы SR2001. В системе использовались проприетарные BiCMOS-процессоры HARP-1E на основе архитектуры PA-RISC версия 1.1 с тактовой частотой 150 МГц и пиковой производительностью 300 Мфлопс, что позволяло SR2201 достигать теоретически пиковой производительности в 600 Гфлопс. Система позволяла соединить вместе до 2048 процессоров с помощью трёхмерной гипер-поперечной сети (3D, hyper crossbar network), обеспечивавшей передачу данных со скоростью 300 Мб/сек в любом направлении.

## Характеристики
- Операционная система: ОС HI-UX/MPP на базе микро-ядра Mach 3.0[3]
- Компиляторы: Fortran 77, Fortran 90, High Performance Fortran, C, C++
- Оперативная память: до 2 Тб[4]

## Hitachi SR2201/1024
В феврале 1996 года две системы SR2201 с 1024 процессорами были установлены в Токийском университете и в Университете города Цукуба. 1024-процессорная версия SR2201 Токийского университета показала на тесте LINPACK производительность 220.4 Гфлопс и заняла первое место в списке TOP500 за июнь 1996 года. Суперкомпьютер проработал в Университете до 2001 года и был заменен на суперкомпьютер Hitachi SR8000/MPP.

## CP-PACS
В ноябре 1996 года она уступила первенство в списке суперкомпьютеру CP-PACS (англ. Computational Physics - Parallel Array Computer System) - некоммерческому варианту Hitachi SR2201 из г.Цукуба, где в сентябре 1996 года систему расширили до 2048 процессоров, что позволило ей достичь производительности 614 Гфлопс. Суперкомпьютер CP-PACS использовался для исследований и вычислений в области физики элементарных частиц, физики конденсированного состояния, астрофизики.